# Партия демократической революции
Партия демократической революции (исп. Partido de la Revolución Democrática, сокращённо PRD) — политическая партия Мексики, одна из лидирующих партий страны. Основана в 1989 году в результате объединения левых политических партий и организаций, PRD придерживается социал-демократических позиций и входит в Социалистический интернационал. С 1997 года непрерывно правит столицей страны — Мехико.

## История
Отдалённая предшественница ПДР — Объединённая социалистическая партия Мексики (основана в 1981 году) еврокоммунистического толка, в которую вошли члены электорального альянса Коалиции левых сил: Мексиканская коммунистическая партия, Движение социалистического действия и единства, Партия мексиканского народа и Движение народного действия. В 1987 году она слилась с Мексиканской партией трудящихся в Мексиканскую социалистическую партию. В 1989 году к ним присоединились члены левого крыла Институционно-революционной партии, участвовавшие в избирательной кампании Куаутемока Карденаса.
Кандидат от этой партии на президентских выборах 2006 года — Андрес Мануэль Лопес Обрадор, проиграл в 2006 году с небольшим отрывом кандидату правящей партии (официально 0,56 %). Опрос, проведённый испанской газетой El País в июле 2011 года, показал, что 49 % мексиканцев думает, что результаты были на самом деле сфальсифицированы.
С 2005 года вокруг PRD группировался блок левых сил в Мексике, известный как ДИЯ (диалог для национальной реконструкции), в который также входили левосоциалистическая Партия труда (PT) и левоцентристская партия «Гражданское движение» (MC, ранее «Конвергенция»). Часто выдвигали общих кандидатов на местных выборах и на президентских выборах 2012 года выступили как коалиция. Сам Лопес Обрадор покинул ряды PRD и создал собственное Движение национального возрождения («Морена»), преобразованное затем в новую политическую партию.